# 小郡インターチェンジ (中国自動車道)
小郡インターチェンジ（おごおりインターチェンジ）は、山口県山口市小郡上郷に位置する中国自動車道のインターチェンジ。
本項では中国自動車道と山口宇部道路の接続施設となる小郡ジャンクションについても記す。

## 概要
山口県の交通の要衝である小郡地区にあるインターチェンジであり、中国自動車道から宇部・山口市街方面に向かう場合に便利である。山口宇部道路と接続する小郡JCTの供用後はこれらの地区へのアクセスがさらに便利になった。
山口市街への最寄りICとしては他に市名を冠した山口ICがあるが、山口市街の南東部に位置するため北九州方面からアクセスする場合は小郡IC/JCTを利用する方が便利である。なお、湯田温泉PAにスマートインターチェンジが併設されており、こちらも山口市街への最寄りICとなる。
西日本高速道路中国支社山口高速道路事務所、山口県警察高速道路交通警察隊本部・小郡分駐隊が併設されている。
料金所外側に高速道路用のバス停留所（小郡バスストップ）が設けられているが、現在は使用されていない。

## 道路
- 中国自動車道（34番）

## 歴史
- 1974年（昭和49年）7月31日 : 小郡IC - 小月IC間の供用開始により開通。
- 1975年（昭和50年）4月1日 : 山口IC - 小郡IC間の供用開始。
- 2016年（平成28年）3月27日 : 小郡JCT供用開始[1]。

## 接続する道路
- 国道9号

## 料金所
- ブース数：8

### 入口
- ブース数：3
  - ETC専用：1
  - ETC・一般：1
  - 一般：1

### 出口
- ブース数：5
  - ETC専用：1
  - 一般：3
  - 不明：1

## 周辺
- ウインズ小郡
- 湯田温泉
- 秋吉台
- 上郷駅
- 防長交通 三条岡バス停

## 小郡ジャンクション
中国自動車道と2011年7月31日に開通した山口宇部道路（山口県道6号山口宇部線）を接続するジャンクションで、2016年3月27日15:00より供用開始した。従来の小郡ICのランプとは別のトランペット型のランプを建設し、山口宇部道路方面の料金所が新設される。
山口宇部道路から小郡ICへ抜ける（国道9号に入る）こと（あるいはその逆）は出来ない。
当JCT開通により、特に中国自動車道沿線から宇部方面へのアクセスが大幅に便利になった。

### 料金所
- ブース数：4

中国自動車道方面
- ブース数：2
  - ETC専用：1
  - ETC・一般：1

山口宇部道路方面
- ブース数：2
  - ETC専用：1
  - ETC・一般：1

### 道路
- 中国自動車道（34-1番）

## 隣
E2A 中国自動車道
(32) 山口IC/BS - (32-1) 湯田温泉PA/SIC/BS - (33) 山口JCT - (34/34-1) 小郡IC/JCT - 美東SA - 真名BS - (34-2) 美祢東JCT - (35) 美祢IC/BS
山口宇部道路
流通センターIC - (34-1)小郡JCT - 長谷IC